# Swiss Cottage (stanice metra v Londýně 1868–1940)
Swiss Cottage byl název dnes již nepoužívané a zrušené stanice londýnského metra na lince Metropolitan line v lokalitě Swiss Cottage v severozápadním Londýně. V roce 1868 byla tato stanice původně otevřena jako severní konečná stanice železnice Metropolitan and St. John's Wood Railway, která byla prvním severním prodloužením železnice Metropolitan Railway (nyní linka Metropolitan line) ze stanice Baker Street. Od roku 1879 byla linka odtud postupně prodloužena do konečných stanic Watford, Amersham, Chesham, Uxbridge a Stanmore.
Po otevření nové sousední ražené stanice Swiss Cottage, která byla zpočátku obsluhována linkou Bakerloo line a nyní leží na lince Jubilee line, byla v roce 1940 podpovrchová stanice metra Swiss Cottage na lince Metropolitan line uzavřena.

## Historie
Železnice Metropolitan Railway otevřela stanici Swiss Cottage 13. dubna 1868 jako severní konečnou své nové trati, Metropolitan and St. John's Wood Railway.
26. dubna 1868 se ve stanici čelně srazily dva vlaky. Na vině byla chyba signalisty, která způsobila, že přijíždějící vlak byl odkloněn k nástupišti, kde stáhl jiný vlak připravený k odjezdu. Tři lidé byli zraněni.
Ve 20. letech 20. století společnost Metropolitan Railway zbourala staniční budovu na západní straně ulice Finchley Road a nahradila ji nákupní pasáží a třemi vchody dolů k nástupištím. Komplex byl postaven podle návrhů Charlese Waltera Clarka.

Uzavřené stanice linky Metropolitan line mezi stanicemi Baker Street a Finchley Road

Ve 30. letech 20. století začala linka Metropolitan line trpět zahlcením na jižním konci své hlavní trasy, kde se vlaky z mnoha jejích větví (větve Watford, Amersham, Chesham, Uxbridge a Stanmore) snažily sdílet omezené kapacity úseku tratě mezi stanicemi Finchley Road a Baker Street. Pro zmírnění této kongesce byl vybudován nový ražený tunel mezi stanicí Finchley Road a tunely linky Bakerloo line ve stanici Baker Street. V souvislosti s tím byly od 20. listopadu 1939 stanice větve Stanmore linky Metropolitan line převedeny na linku Bakerloo line a přesměrovány do nových ražených tunelů do stanice Baker Street, čímž se snížil počet vlaků používajících tratě linky Metropolitan line na tomto úseku.
Spolu s novou raženou trasou byla otevřena nová stanice linky Bakerloo line, nazvaná Swiss Cottage, vedle stávající stejnojmenné stanice linky Metropolitan line. Po určitou dobu fungovaly obě stanice jako stanice jedna (nástupiště linky Metropolitan line zůstala označena jako nástupiště 1 a 2 a nástupiště linky Bakerloo line byla označena jako nástupiště 3 a 4). Toto uspořádání však dlouho nevydrželo, neboť v důsledku úsporných opatření v době války zastavil ve stanici metra Swiss Cottage linky Metropolitní line poslední vlak 17. srpna 1940. Po otevření linky Jubilee line v roce 1979 byla větev Stanmore linky Bakerloo line, včetně nové stanice Swiss Cottage, převedena na novou linku Jubilee line.
V 60. letech 20. století byla budova původní stanice stržena v souvislosti s rozšířením ulice Finchley Road, ale její bývalá nástupiště stále částečně existují.

## Nepostavená trať na Hampstead
Původní záměrem železniční společnosti Metropolitan & St. John's Wood Railway bylo stočit se se svou podzemní tratí na severovýchod na Hampstead, jak se to objevilo na některých mapách. Ačkoliv tento projekt nepokračoval a trať byla místo toho vedena na severozápad, byl postaven krátký úsek tunelu severně od stanice Swiss Cottage. Ještě dnes je vidět z vlaku linky Metropolitan line směřujícího na jih.

## Další uzavřené stanice na tomto úseku
Dalšími stanicemi linky Metropolitan line uzavřenými v souvislosti s otevřením raženého tunelu linky Bakerloo line (nyní linka Jubilee line), kterými vlaky linky Metropolitan line pouze projíždějí, jsou:
- Lord's
- Marlborough Road